# Mariya Spiridónova
Mariya Aleksándrovna Spiridónova (en ruso: Мари́я Алекса́ндровна Спиридо́нова; Tambov, 16 de octubre de 1884-bosque Medvédevsk cerca de Oriol, 11 de septiembre de 1941), conocida como Mariya Spiridónova, fue una revolucionaria rusa de principios del siglo xx, destacada dirigente del Partido Socialrrevolucionario de Izquierda (PSRI). Paradigma por excelencia de terrorista revolucionaria del último periodo zarista, fue la candidata del gobierno de Lenin a presidir la Asamblea Constituyente tras la Revolución de Octubre, pero la mayoría de los delegados votó por el socialista revolucionario Víktor Chernov. Después de organizar el asesinato del embajador alemán en el verano de 1918, los bolcheviques la detuvieron. Pasó el resto de su vida en el exilio interior y en diversas prisiones y campos de trabajo. Durante las Purgas de Stalin, fue arrestada con otros doce antiguos miembros del PSRI en Ufá, donde vivían en el exilio (8 de febrero de 1937).
Nació en el seno de una familia noble en la provincia de Tambov en 1884 y se formó en enfermería, pero en 1905 abandonó los estudios y se entregó a la actividad revolucionaria como miembro del Partido Social-Revolucionario (PSR). Condenada a muerte por el asesinato de Gavriil Nikoláievich Luzhenovski, responsable policial de un distrito de la provincia de Tambov, la presión popular obligó a conmutar la pena por cadena perpetua. Su maltrato durante su periodo de encarcelamiento la convirtió en un mito entre el campesinado, y su popularidad la utilizó más tarde el partido. Pasó los diez años siguientes en prisión en Siberia. Continuamente enferma y con periodos de depresión, apenas participó en las actividades organizadas por sus compañeras de cautiverio.
Fue liberada cuando estalló la Revolución de Febrero de 1917. Se convirtió pronto en uno de los principales representantes de la corriente más izquierdista del PSR. Ícono revolucionario de la izquierda del PSR, fue el paladín de los que se oponían a continuar la guerra mundial y deseaban acabar con cualquier vestigio de la autocracia zarista. Más consumada agitadora y símbolo moral que hábil política, inspiraba y convencía por su ejemplo personal y su firme fe cuasirreligiosa en la capacidad del individuo para llevar a cabo una profunda reforma moral y social. A pesar de no pertenecer a la dirección nacional del PSR, participó intensamente en las actividades tanto de la sección del partido en la capital —dominada ya por los socialrevolucionarios de izquierda— como en el campo. Mientras la dirección moderada del partido abogaba por mantener la revolución limitada a la política y por no emprender cambios sociales, Spiridónova, al igual que la corriente más izquierdista de los socialrevolucionarios, propugnaba una gran transformación social. Tras la fallida intentona del general Kornílov de tomar el poder, comenzó a vituperar más intensamente al Gobierno y a la dirección del partido, personificada en Chernov. Hábil oradora, se convirtió pronto en el alma de la corriente izquierdista del partido que pronto se escindiría del PSR.
Acudió a la capital para asistir al II Congreso de los Sóviets, simultáneo a la Revolución de Octubre. Miembro de la presidencia del congreso, participó en la abolición de la pena de muerte a los desertores. Al comienzo, Spiridónova abogó por la formación de un Gobierno socialista de coalición, pero, cuando esto resultó imposible, defendió con ardor la coalición entre el Partido Socialrevolucionario de Izquierda (PSRI) y los bolcheviques. Se convirtió en uno de los dirigentes más destacados del PSRI. A finales de 1917 y principios de 1918, tomó el control total de la organización de sóviets campesinos, hasta entonces en manos del PSR. Tras la unión de los sóviets de soldados y obreros con los de campesinos, se mantuvo una sección campesina separada, presidida por Spiridónova, que fue la principal responsable de la extensión del sistema de sóviets en el campo, el fomento del respaldo al gobierno soviético, la preparación de la reforma agraria y la defensa de los intereses campesinos en general. Permaneció al frente de esta sección del Comité ejecutivo entre el segundo y el quinto Congresos Panrusos de los Sóviets.
Decidida partidaria del Gobierno bolchevique durante los primeros meses de este, en junio de 1918 pasó a la oposición. Defensora de retomar el terrorismo contra los representantes alemanes en Rusia para anular el Tratado de Brest-Litovsk, aprobó el asesinato del embajador alemán en julio durante el «alzamiento socialrevolucionario». Arrestada entonces, pasó el resto de su vida entre la clandestinidad y las prisiones y destierros interiores. Tras varias detenciones, se la liberó finalmente el 18 de noviembre de 1921, con la condición de que abandonase toda actividad política, limitación que cumplió.
Pasó catorce años desterrada: en Kaluga entre 1923 y 1925, en Samarcanda entre 1925 y 1928 y en Taskent entre 1928 y 1930. En 1931 se la envió a Ufá, donde trabajó como planificadora económica experta en un banco agrícola, actividad que consideraba su pequeña contribución al establecimiento del socialismo. El 8 de febrero de 1937, fue detenida junto con sus compañeros de piso: no volvió a recobrar la libertad. Encarcelada en diversas prisiones, finalmente en la de Oriol junto a su marido, fue fusilada en 1941, días antes de que la ciudad cayese en manos de los alemanes durante la operación Barbarroja. En 1992 se anularon los cargos por los que había sido desterrada en 1918 y se la rehabilitó por completo.

## Comienzos

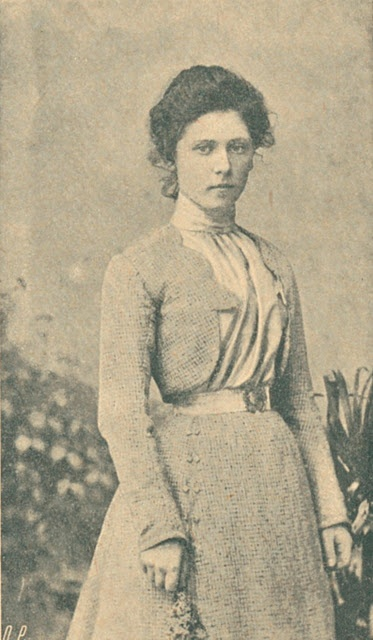
Spiridónova en una fotografía sin fechar anterior al atentado de 1906. Hija de un funcionario ennoblecido por sus servicios al Estado, abandonó sus estudios y se hizo socialrevolucionaria en 1905.

Nació en Tambov el 16 de octubre de 1884, en el seno de una familia de la baja nobleza rural. Su padre, antiguo funcionario, había recibido un título aristocrático no hereditario por sus servicios al Estado. Trabajaba como contable en un banco. Mariya tenía otros cuatro hermanos, tres mujeres y un varón. La familia poseía una vivienda en la propia ciudad de Tambov, una dacha en el campo y llegó a ser dueña de una fábrica de entarimados.
Habiendo sido educada con esmero en el hogar, ingresó en el segundo año de escuela secundaria en 1895. Buena estudiante, abandonó los estudios secundarios en el gimnasio en 1902 —el octavo y último año—, probablemente tanto por la mala situación económica familiar a la muerte de su padre como por problemas de salud —sufría ataques de tuberculosis desde la adolescencia—. Abandonado el gimnasio y aún sin interés por las actividades revolucionarias, partió a Moscú, donde contaba con familiares, a formarse como dentista. En 1903, de vuelta en su provincia natal, comenzó a trabajar para la asamblea aristocrática regional, probablemente para paliar la penuria familiar. Fue entonces cuando empezó a interesarse por las actividades subversivas; en noviembre de 1904, su piso fue registrado por la policía en busca de prensa ilegal. En marzo de 1905, participó en manifestaciones estudiantiles por las que fue encarcelada durante tres semanas. En este primer y breve encarcelamiento, ya mostró la mala salud que la aquejó durante todos sus periodos en prisión y tuvo que ser atendida por el médico de la cárcel. En septiembre del mismo año, trató infructuosamente de ingresar en la escuela local de auxiliares médicos; se la rechazó por su actividad política. Su mentor como revolucionaria fue un joven dirigente socialrevolucionario local, que se convirtió en su amante. Se unió al Partido Socialista Revolucionario en 1905. El haber sido educada en un ambiente rural, la cercanía a los campesinos más que al nuevo proletariado urbano y su preferencia por lo que consideraba socialismo moral de los socialrevolucionarios frente al economicismo impersonal de los socialdemócratas marxistas le hicieron unirse a los primeros.

## Terrorista y heroína popular
El 16 de enero de 1906 y por orden del partido, Spiridónova asesinó al inspector general de la Policía Gavriil Nikoláievich Luzhenovski, quien había ordenado la brutal represión policial del levantamiento campesino local durante la revolución de 1905. La víctima era un oficial de la Ojrana destinado en Tambov. Terrateniente provincial, miembro de la Unión del Pueblo Ruso, se le había encargado el aplastamiento de las revueltas campesinas en uno de los distritos más conflictivos de la provincia. Spiridónova, miembro ya para entonces de una célula terrorista del partido, se presentó voluntaria para la misión. Tras seguir el tren de Luzhenovski durante varios días, logró acercársele disfrazada de alumna de escuela secundaria mientras descendía al andén en Borisoglebsk e infligirle cinco heridas de bala, dos en el estómago, otras tantas en el pecho y una en el brazo, hiriéndolo de muerte —falleció casi un mes más tarde, el 10 de febrero—. El atentado fue uno de los cerca de doscientos cometidos por los socialrevolucionarios durante los dos años de la revolución de 1905 y pasó al comienzo relativamente desapercibido.

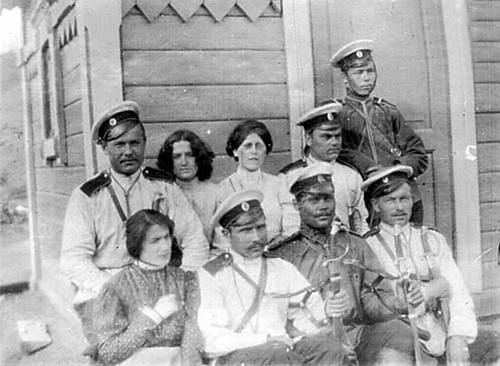
Spiridónova, en el centro en segunda fila, con quevedos, junto con otras dos presas y sus guardias, camino de su prisión siberiana en el verano de 1906.

Después del asesinato y tras su arresto, fue objeto de horrendas torturas, tanto físicas como sexuales, por parte de la policía y el personal carcelario. El atentado y el maltrato de Spiridónova salieron a la luz por primera vez en las páginas de un diario liberal de la capital, que publicó una carta suya en la que se detallaban los abusos cometidos por cosacos y policías durante su arresto y encarcelamiento. El partido fomentó la publicidad del caso, con el beneplácito de la propia Spiridónova, como instrumento de propaganda política. Aireado el maltrato en la prensa —en ocasiones de manera inexacta o exagerada—, una parte de la sociedad reaccionó indignada por el cruel tratamiento. El ministro de Justicia ordenó una investigación oficial del caso al fiscal provincial, lista a finales de febrero, pero no publicada en espera de la pesquisa militar sobre el comportamiento de los militares. Este retraso se interpretó como renuencia gubernamental a juzgar a los funcionarios, lo que aumentó el descontento popular. Al mismo tiempo, el diario que había destapado el caso había enviado a su periodista más renombrado a realizar una indagación paralela, que se plasmó en una serie de artículos publicados entre el 7 de marzo y el 5 de abril. El contenido de estos, a menudo sensacionalista, no coincidía en algunos aspectos ni con los resultados de la investigación oficial ni con los datos incluidos en la correspondencia personal de Spiridónova. A pesar de ello, gracias a estos artículos se forjó la imagen idealizada de Spiridónova como noble, gallarda, inteligente, bella y virginal. La reticencia de las autoridades locales a divulgar su relación con su correligionario de partido —también arrestado— y el deseo de la propia Spiridónova de mantenerla oculta favoreció su imagen de virgen ultrajada.
El mismo tribunal que el 11 de marzo la había condenado a ahorcamiento solicitó la conmutación de la pena de muerte por la de exilio interior. Gracias al apoyo y admiración popular, se le conmutó la sentencia de muerte por la de cadena perpetua en el exilio siberiano. El gobernador militar de Moscú aprobó la petición del tribunal el 20 del mismo mes. Su caso había atraído la atención nacional e internacional. La indignación popular, su sexo y su mala salud permitieron que salvase la vida. Los artículos escritos por el reportero enviado por el diario liberal que había publicado la carta de Spiridónova desde prisión, a menudo incorrectos, se publicaron pronto como libro, en abril. Spiridónova se convirtió así en el modelo de los terroristas revolucionarios.
El 19 de mayo, aún muy débil y vomitando sangre, se la trasladó de Tambov a la prisión de Butyrka, en Moscú. Allí conoció a otras cinco terroristas con las que pasó los largos años de exilio en Siberia y con las que compartía parcialmente orígenes.

## Exilio siberiano

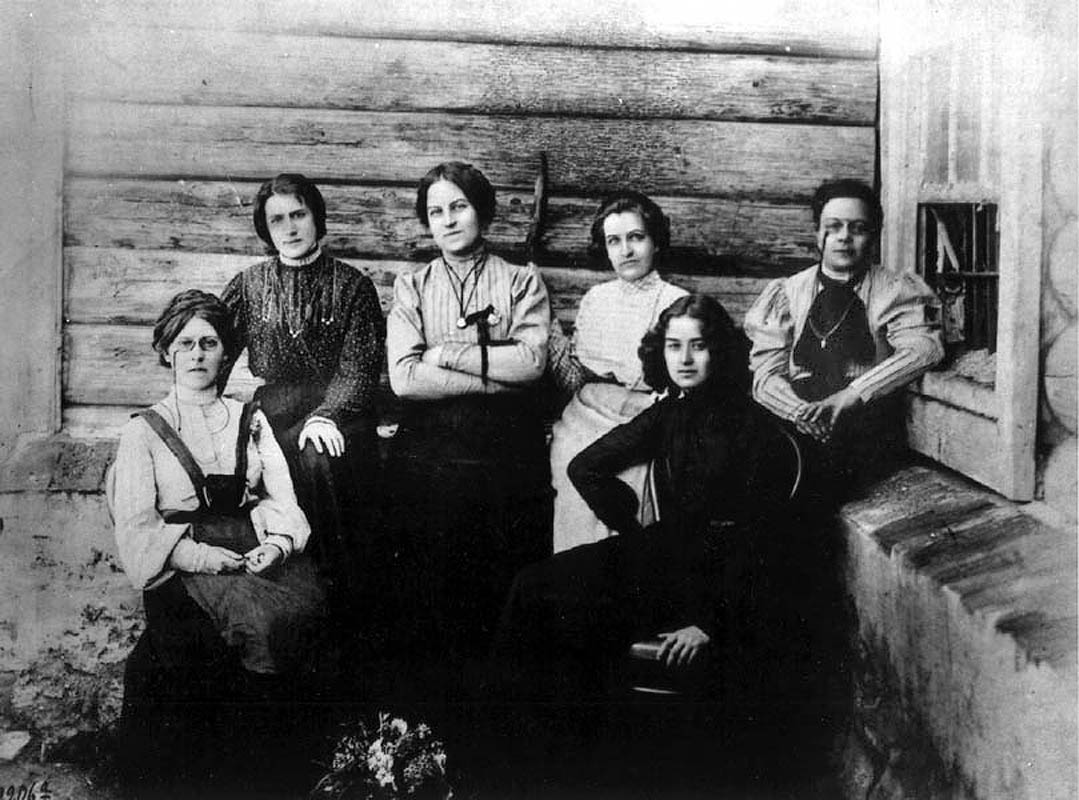
Spiridónova —a la izquierda—, junto con otras famosas terroristas, durante su prisión siberiana.

Permaneció internada en la remota cárcel de mujeres de Máltsev y en la de Akatúi, en el distrito minero de Nérchinsk (krai de Zabaikalie), en la Siberia oriental, cerca de la frontera china, hasta 1917. Estas prisiones pertenecían al complejo carcelario de Nérchinsk. Llegó a Nérchinsk desde la cárcel moscovita de Butyrka en el verano de 1906 tras un recorrido triunfal en ferrocarril —las presas partieron el 21 de junio y tardaron un mes en llegar a su destino—, acompañada por otras cinco terroristas socialrevolucionarias. Durante este periodo, el partido la presentó como una mártir sacrificada por los campesinos, que la consideraban una especie de santa. Se convirtió en el ejemplo por excelencia de heroína y mártir revolucionaria, terrorista opuesta a lo que los socialrevolucionarios y sus partidarios consideraban la opresión tiránica del sistema zarista.
El maltrato y el encarcelamiento previos a su condena le dejaron secuelas de por vida: perdió parte de la audición y su estado mental y físico se mantuvo delicado. Sufrió además periódicos ataques de tuberculosis, herpes, disentería, histeria y depresión. La tuberculosis, que pudo haber contraído durante su primer periodo en prisión o quizá incluso antes, acentuó su inclinación al sacrificio revolucionario. Los periodos de mayor gravedad de la enfermedad —que sufría en grado avanzado ya en 1906 y se manifestaba en fiebres, delirios, tos sanguinolenta y delgadez— coincidieron con los de menor libertad, especialmente aquellos en los que estuvo aprisionada.
Al comienzo, las presas fueron encerradas en la prisión de Akatúi, donde se encontraban destacados miembros del partido como Grigori Gershuni. En febrero de 1907, las autoridades decidieron trasladarlas a Máltsev, otra de las cárceles del complejo. En la remota prisión de Máltsev, las presas —unas setenta— no tenían que realizar trabajos forzados, sino simplemente aguantar el continuo aislamiento y falta de acontecimientos del lugar. Esta cárcel fue donde las autoridades encerraron a todas las mujeres deportadas a Siberia entre 1907 y 1911, la mayoría socialrevolucionarias. Spiridónova formó junto con otras jóvenes terroristas deportadas una comuna en la que compartían tanto las tareas diarias como las posesiones, se dedicaban a formarse en la teoría socialista y a instruirse en general. La mayoría de ellas se unió tras su liberación en 1917 a la corriente izquierdista del Partido Social-Revolucionario (PSR).
Pasó cuatro años en esta prisión donde el Gobierno confinaba a las terroristas. Trasladada pronto al edificio de la prisión reservado a las presas con problemas de salud —la cárcel no estaba bien aislada, lo que perjudicaba a las que caían enfermas—, pasó en este toda su condena, con escaso contacto con las nuevas presas. Continuamente enferma y con periodos de depresión, apenas participó en las actividades organizadas por sus compañeras de cautiverio. El 27 de abril de 1911, se la trasladó junto con el resto de presas políticas de nuevo a Akatúi, por decisión del nuevo alcaide del complejo, decidido a extremar la seguridad ante los continuos planes de fuga. En Akatúi Spiridónova siguió viviendo en una celda separada del resto de presas debido a su mala salud, atendida por Aleksandra Izmailóvich.
Al estallar la Primera Guerra Mundial en 1914, adoptó una posición internacionalista, opuesta a la contienda.

## El periodo interrevolucionario
Se hallaba aún en Siberia cuando estalló la Revolución de Febrero de 1917. El nuevo ministro de Justicia del Gobierno provisional, Kérenski, proclamó la amnistía de los presos políticos; la medida se conoció en Akatúi la tarde del 3 de marzojul./ 16 de marzo de 1917greg.. Dos días más tarde, las diez presas políticas que aún quedaban en la prisión recibieron permiso para trasladarse a la capital de Transbaikalia, Chitá. Spiridónova fue liberada y se rumoreó, erróneamente, que había volado la prisión de Chitá. También que había sido nombrada alcaldesa de la ciudad tras la amnistía que la había liberado de su condena —en la ciudad predominaban los socialdemócratas, no los socialrevolucionarios—. En esta localidad pasó algunas semanas durante la primavera antes de volver al oeste. En Chitá participó en la formación de un comité socialrevolucionario local y ayudó a los presos liberados que acudían a la ciudad desde las distintas cárceles de la región. Regresó a la Rusia europea tres meses después de la caída de la monarquía, en mayo.
Se convirtió pronto en uno de los principales representantes de la corriente más izquierdista del Partido Social-Revolucionario (PSR), junto con Mark Natansón, Borís Kamkov, Prosh Proshián o Andréi Kolegáyev. Dentro de esta sección del partido, representaba a los exiliados de Siberia, cuyo extremismo no se había moderado durante sus condenas. Icono revolucionario de la izquierda del PSR como Catalina Breshko-Breshkóvskaya lo era de la derecha del mismo, aunque más popular, fue el paladín de los que se oponían a continuar la guerra mundial y deseaban acabar con cualquier vestigio de la autocracia zarista. Se la consideraba inteligente y valiente, pero ya durante el periodo revolucionario mostraba signos de agotamiento y escasa habilidad para escoger colaboradores. Su pasado revolucionario, las torturas sufridas y su pasado terrorista la protegieron, sin embargo, de las críticas de sus adversarios. Más consumada agitadora y símbolo moral que hábil política, inspiraba y convencía por su ejemplo personal y su firme fe cuasirreligiosa en la capacidad del individuo para llevar a cabo una profunda reforma moral y social.
Llegó a Moscú tras tres semanas de viaje, cuando se estaban celebrando las últimas sesiones del tercer congreso del partido. En el III Congreso del PSR celebrado en mayo y junio en Moscú, representó a la corriente de izquierda del partido. El congreso recibió a las deportadas, que llegaron a Moscú el 31 de mayojul./ 13 de juniogreg., con una gran ovación. Intensamente dividido entre izquierdistas y derechistas, resultó un fracaso: no estableció cómo debía organizarse el partido —que había crecido enormemente— ni revisó el programa, aprobado en 1906. Dada la debilidad de la fracción izquierdista de la formación, no logró que la eligiesen para el comité central.
Al clausurarse el congreso, partió a Petrogrado, donde ingresó en la dirección local del partido. A pesar de no pertenecer a la dirección nacional, participó intensamente en las actividades tanto de la sección del partido en la capital —dominada ya por los socialrevolucionarios de izquierda— como en el campo. Era una de las editoras del principal diario del comité del PSR en Petrogrado, Znamya trudá («El Estandarte del Trabajo»). Era además miembro del Sóviet de Petrogrado y del comité ejecutivo de los sóviets (consejos) de campesinos. A pesar de pertenecer claramente a la fracción izquierdista del partido, las otras fracciones favorecieron su elección al comité ejecutivo de los sóviets de campesinos, dado su prestigio entre la población; el organismo, empero, estaba controlado por la corriente conservadora. A pesar de su probable oposición a la actitud progubernamental del comité, el 23 de juniojul./ 6 de juliogreg. se la eligió para formar parte de la presidencia colegiada de este. Durante las Jornadas de Julio, participó en las sesiones del congreso soviético, oponiéndose a secundar sin más al Gobierno. A continuación, marchó a recibir a la delegación armada de la base naval de Kronstadt, que acababa de llegar a la ciudad para apoyar el traspaso del poder a los sóviets. En las reuniones de los comités ejecutivos centrales, abogó en vano por la asunción del gobierno por los sóviets.
Se opuso con gran vehemencia a la restauración de la pena de muerte para los soldados (12 de juliojul./ 25 de julio de 1917greg.), aprobada por el Gobierno provisional. Su severa crítica de la medida se reflejó en diversos artículos publicados en el periódico Nash Put (Nuestro camino), del que era redactora y que expresaba las posiciones de la corriente izquierdista del PSR. Se considera que de la época de sus protestas contra esta medida gubernamental data el comienzo del traspaso de las simpatías de la mayoría de los soldados del PSR al futuro Partido Socialrevolucionario de Izquierda (PSRI) y al Partido Bolchevique. En esta época, comenzó a criticar públicamente la coalición gubernamental que agrupaba a socialistas y liberales y que incluía ministros socialrevolucionarios como Víctor Chernov. Mientras la dirección moderada del partido abogaba por mantener la revolución limitada a la política y por no emprender cambios sociales, Spiridónova, al igual que la corriente más izquierdista de los socialrevolucionarios, propugnaba una gran transformación social. A este fin dedicó las encendidas arengas que pronunció a menudo durante el periodo revolucionario y que tuvieron gran importancia en la radicalización de la población en la capital.
Durante la Conferencia Democrática, celebrada tras el fracasado golpe de Kornílov, representó nuevamente al ala izquierda del PSR, opuesta rotundamente a la continuación de los Gobiernos de coalición con la burguesía, a diferencia del centro y la derecha de la formación, que lograron que Kérenski pudiese pactar un nuevo gabinete con el Partido Constitucional Democrático. Tras la fallida intentona del general Kornílov de tomar el poder, comenzó a vituperar más intensamente al Gobierno y a la dirección del partido, personificada en Chernov. Hábil oradora, se convirtió pronto en el alma de la corriente izquierdista del partido que pronto se escindiría del PSR. Junto con Borís Kamkov, se convirtió en vicepresidenta del comité socialrevolucionario de Petrogrado, controlado por los izquierdistas del partido. A pesar de su rechazo a las conclusiones de la Conferencia Democrática, fue una de las delegadas de los socialrevolucionarios de izquierda en el Preparlamento, a cuyas sesiones asistió como representante de los sóviets de campesinos.

## En el Partido Socialrevolucionario de Izquierda

### La Revolución de Octubre, la coalición de gobierno y la Asamblea constituyente

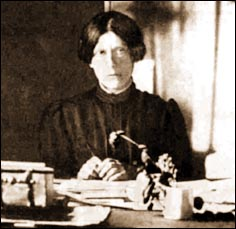
Mariya Spiridónova durante el periodo revolucionario.

La Revolución de Octubre forzó la escisión de parte del ala izquierda del PSR, formada por los expulsados por no retirarse del II Congreso de los Sóviets, simultáneo con la toma del poder por los bolcheviques, y por aquello considerados por el comité central de PSR como colaboradores del golpe de Estado. Spiridónova, como la mayoría de la corriente izquierdista del partido, aprobó las acciones de los bolcheviques. A la ruptura siguió una dura rivalidad entre ambas formaciones, que incluyó una campaña de difamación del PSR hacia las principales figuras del PSRI, facilitada por el descubrimiento de que Piotr Dekonski, un protegido de Spiridónova, había sido un antiguo miembro de la Ojrana. El escándalo por la colaboración de Dekonski con la policía zarista limitó la intervención política de Spiridónova en las semanas previas a la toma del poder por los bolcheviques. Spiridónova, nombrada por el partido para investigar las acusaciones, había tratado de favorecerlo, a pesar de los documentos que las probaban. Pasó un mes en el sur de Rusia, visitando diversas localidades en las que había residido Dekonski y acudió a la capital únicamente para asistir al II Congreso de los Sóviets, simultáneo con la Revolución de Octubre. Miembro de la presidencia del congreso, participó en la abolición de la pena de muerte a los desertores, restaurada antes por Kérenski, una de las mociones aprobadas en las sesiones. Clausurado el congreso, regresó al sur.
Al comienzo, Spiridónova abogó por la formación de un Gobierno socialista de coalición, pero, cuando esto se mostró imposible, defendió con ardor la coalición entre el PSRI y los bolcheviques. En esta época, mantuvo numerosas reuniones con Lenin, quien trató de convencerla para que otorgase su influyente apoyo al nuevo Gobierno, a menudo con éxito. Fue la principal representante del partido en las negociaciones con los bolcheviques que culminaron con la formación de un Gobierno de coalición entre las dos formaciones.
Spiridónova se convirtió en uno de los dirigentes más destacados del Partido Socialrevolucionario de Izquierda (PSRI) en 1917. En las elecciones del comité central, fue la segunda candidata con más votos favorables junto con Borís Kamkov, superada solamente por Mark Natanson. El PSRI en teoría compartía el programa bolchevique de la dictadura del proletariado, pero era muy renuente a seguir las brutales tácticas de los bolcheviques. Sus miembros no se oponían, sin embargo, a la aplicación de medidas represivas y compartían con aquellos la convicción de que era necesario un periodo de dictadura durante la transición al socialismo. Spiridónova, como otros dirigentes del partido, abogaba por una dictadura democrática, ejercida por la mayoría de la población a través de los sóviets elegidos democráticamente. Contrarios a compartir el poder con la burguesía, consideraban innecesaria la reunión de la Asamblea constituyente, cuyas tareas creían ya realizadas por el Sovnarkom. Proclamaban ser el partido del campesinado ruso. Un asunto en el que disentían con sus socios de gobierno era en el de la propiedad de la tierra: los bolcheviques deseaban otorgar su posesión al Estado y establecer una economía centralizada, que favoreciese al proletariado urbano; los socialrevolucionarios preferían que las comunidades rurales fuesen las dueñas de la tierra confiscada por el Decreto sobre la Tierra aprobado por el Segundo Congreso de los Sóviets. En opinión de los bolcheviques, este planteamiento era pequeñoburgués, pero lo aceptaron para no enfrentarse al grueso del campesinado ruso.

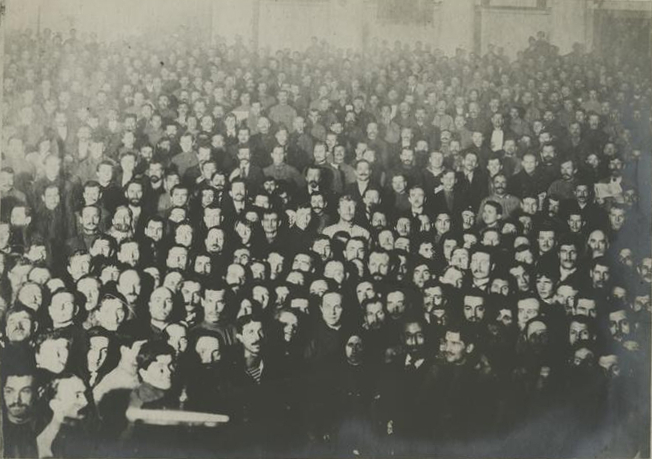
Spiridónova, rodeada de delegados campesinos de la conferencia previa al II Congreso de los Sóviets de Campesinos, a finales de 1917.

Fue nombrada presidente de la conferencia previa al II Congreso de los Sóviets de Campesinos, que comenzó el 10 de noviembrejul./ 23 de noviembre de 1917greg. en la capital. La conferencia y el posterior congreso sirvieron de escenario para el enfrentamiento del PSR y del PSRI por el control de los sóviets campesinos y del campesinado en general. El objetivo de la conferencia, que pronto se convirtió en congreso extraordinario, era arrebatar el control del Sóviet campesino al PSR, que lo controlaba desde la primavera. La lucha se personalizó en la oposición entre Spiridónova, candidata a la presidencia del Congreso por el PSRI, y su antiguo mentor político, el socialrevolucionario de la corriente de centroizquierda Víctor Chernov. Spiridónova resultó primero elegida por escaso margen y a continuación derrotada. El Congreso resultó extremadamente tumultuoso: el PSRI recibió en general el apoyo de los soldados de origen campesino y el PSR el de los delegados provenientes del campo. El 4 de diciembrejul./ 17 de diciembregreg., se dividió finalmente en dos asambleas rivales. Spiridónova presidió la parte respaldada por PSRI y los bolcheviques. Sus intentos de unir a los delegados en favor del PSRI fracasaron. A pesar de su eminencia, no obtuvo cargo alguno en el Gobierno y sus intervenciones en el Comité ejecutivo fueron escasas; su relevancia se debía más a la inspiración que causaba que a que dirigiese de manera efectiva el nuevo partido.
El 15 de noviembrejul./ 28 de noviembre de 1917greg., fue la primera oradora que en el Instituto Smolny dio la bienvenida a los delegados campesinos que acudían a celebrar la unión del Sóviet campesino con el de obreros y soldados, recién acordada por bolcheviques y socialrevolucionarios y a la que se había mostrado favorable. El 17 de noviembrejul./ 30 de noviembregreg., tras criticar duramente a los bolcheviques por haber disuelto la Duma municipal de la capital sin el consentimiento del Comité Ejecutivo Central Panruso (VTsIK en ruso), anunció la disposición de su partido a entrar en el gobierno del Sovnarkom. Se la eligió como presidenta honoraria del primer congreso del PSRI, que comenzó el 19 de noviembrejul./ 2 de diciembregreg. Enfrascada en las sesiones primero del congreso extraordinario campesino y luego en el ordinario que comenzó inmediatamente después de la clausura del anterior, apenas asistió a los debates del congreso del partido.
Tras la entrada del PSRI en el Gobierno y el nombramiento de Isaac Steinberg, miembro del partido, como comisario de Justicia, Spiridónova exigió la voladura de la Fortaleza de Pedro y Pablo en Petrogrado, en vano. Una vez en el Gobierno, el 11 de diciembrejul./ 24 de diciembre de 1917greg. decidió acabar con la dualidad en los sóviets de campesinos que, desde la división del II Congreso, contaban con dos comités ejecutivos rivales. Aprovechando el final del congreso formado por los partidarios del PSR, ordenó la disolución de su comité por la fuerza y tomó el control total de la organización de los sóviets campesinos. Se negó a pactar un acuerdo entre los dos partidos que permitiesen resolver los desacuerdos entre ambos en un nuevo congreso. A pesar de debilitar al PSR, estas maniobras no lograron recabar completamente para el PSRI el apoyo perdido por aquel.
Durante la única sesión de la Asamblea Constituyente Rusa, disuelta por los bolcheviques, se la presentó como candidata de la izquierda, pero fue derrotada por Víctor Chernov, candidato de los diputados más conservadores. Los bolcheviques habían confiado en vano en que su popularidad entre los delegados campesinos sirviese para compensar la mayoría de que disfrutaba el PSR. Opositora denodada de su antigua formación política, requisó los fondos del comité ejecutivo de los sóviets de campesinos partidario del PSR, desbarató su defensa de la Asamblea Constituyente cuando esta fue disuelta en enero de 1918 y, en general, se enfrentó con dureza a su antiguo partido, controlado por la corriente de derecha. Tras la unión de los sóviets de soldados y obreros con los de campesinos, se mantuvo una sección campesina separada, presidida por Spiridónova, que fue la principal responsable de la extensión del sistema de sóviets en el campo, el fomento del respaldo al gobierno soviético, la preparación de la reforma agraria y la defensa de los intereses campesinos en general. Permaneció al frente de esta sección del comité ejecutivo entre el segundo y el quinto Congresos Panrusos de los Sóviets. El 13 de enerojul./ 26 de enero de 1918greg. condujo a los delegados campesinos del tercer congreso al Palacio Táuride, donde tres días antes había comenzado el tercer congreso de los sóviets de soldados y obreros, consumando así la unión entre los dos congresos. Durante el congreso, defendió con ardor la aprobación de la socialización de la tierra, que finalmente logró.

### Ruptura y enfrentamiento con los bolcheviques
A pesar de haber defendido originalmente la colaboración con los bolcheviques y la entrada del partido en el Gobierno, fue, junto con sus compañeros Steinberg, el ministro de Justicia, y Karelin, una de las críticas más severas de la represión arbitraria de los bolcheviques. Partidaria de la represión de la oposición política a pesar de su denuncia anterior de medidas similares del Gobierno provisional como le recriminaron sus antiguos correligionarios socialrevolucionarios, se opuso al terror.
El PSRI se opuso al Tratado de Brest-Litovsk y Spiridónova y el partido rompieron con los bolcheviques por este asunto, a pesar de la oposición inicial de aquella a la separación. En efecto, Spiridónova había sido una de las escasas figuras del partido en defender la posición de Lenin de firmar una paz inmediata con los Imperios Centrales. Conocedora del hartazgo campesino de la contienda, coincidía con Lenin en que la firma de la paz era necesaria. Elegida por el partido para formar parte de la presidencia colegiada del cuarto congreso soviético en el que se debatió la conveniencia de aceptar el tratado con los imperios, no desempeñó en él papel relevante alguno; las principales intervenciones fueron las de los dirigentes contrarios a aceptar el tratado. No obstante, en las votaciones del CEC se mostró en contra del tratado para mantener la unidad del partido: ninguno de los representantes del PSRI votó a favor del documento. Se opuso a que los representantes del partido abandonasen sus puestos gubernamentales, en vano: el segundo congreso del partido, celebrado a finales de abril de 1918, aprobó la retirada del Gobierno, aunque no del Comité Ejecutivo Central Panruso (VTsIK en ruso). Según Spiridónova, la retirada del Gobierno había sido un error al poner en peligro la aplicación de la socialización de la tierra, aún por aplicar a pesar de haber sido aprobada formalmente. Para contrarrestar los posibles efectos perniciosos del tratado para la revolución, llamó a la formación de destacamentos armados en las zonas rurales para vigilar las actividades de los capitalistas y de los alemanes. Formó parte de la minoría que abogó por regresar al Gobierno y respaldar el tratado de paz en el segundo congreso del partido, celebrado el abril, donde esta posición fue de nuevo derrotada. Aun así, defendió hasta mayo la coalición con los bolcheviques, como el resto de dirigentes de la minoría. Miembro de la presidencia del VTsIK surgido del Congreso de los Sóviets, apenas participó en las sesiones a las que asistió, aunque fue la dirigente del PSRI que acudió a un mayor número de ellas.
La tolerancia hacia las actividades de los socialrevolucionarios de izquierda en el campo, según Spiridónova, acabó a mediados de marzo de 1918, coincidiendo con la dimisión de los comisarios del PSRI del Gobierno soviético. A partir de entonces, los bolcheviques trataron de estrangular financieramente a la sección dirigida por Spiridónova. En parte esto se debió a las actividades subversivas llevadas a cabo por el PSRI a través de la sección campesina del CEC en contra del Tratado de paz, admitidas por la propia Spiridónova. Esta se abstuvo de criticar las medidas gubernamentales contra el control obrero de la industria o el sometimiento a las exigencias alemanas, al contrario que otros dirigentes del partido y de los comunistas de izquierda. Su actitud cambió en junio, cuando los bolcheviques comenzaron a alterar la política agraria; la ruptura con los antiguos aliados no fue fácil para Spiridónova.
El comienzo de las requisiciones de alimentos (prodrazviorstka) en el campo por parte de las brigadas enviadas desde las ciudades para paliar la grave escasez de alimentos debida a las concesiones a los Imperios Centrales, que empezaron a principios de junio, llevaron al empeoramiento de las relaciones entre los dos partidos y a la queja de Spiridónova ante el CEC por las brutalidades cometidas por los destacamentos con los campesinos. El 18 de junio, criticó abiertamente el Tratado de paz, las cesiones territoriales que había conllevado y llamó a un alzamiento nacional contra los ocupantes, abandonando así su posición anterior y adoptando la de la corriente moderada del PSRI.
A pesar del deseo de separación de los sóviets de algunos miembros de la formación, Spiridónova y la dirección optaron por reclamar en su lugar la convocatoria de un nuevo congreso conjunto, el quinto, para tratar de obligar al Gobierno a abandonar sus desmanes en el campo y cambiar su política exterior. La relación entre Spiridónova y Lenin, relativamente buena en los meses que habían seguido a la revolución, empeoró notablemente con el agravamiento de la situación en el agro, causado tanto por las requisiciones gubernamentales como por las concesiones a los Imperios Centrales. Como presidenta de la sección campesina del CEC, Spiridónova conocía bien la grave situación en las zonas rurales.
En el III Congreso del partido, celebrado entre el 28 de junio y el 1 de julio, Spiridónova admitió que tres cuartos de los delegados bolcheviques elegidos para el Sóviet de Petrogrado lo habían sido irregularmente, hecho al que no se opuso y no denunció para no favorecer la contrarrevolución. A pesar del creciente deterioro de las relaciones entre bolcheviques y socialrevolucionarios de izquierda durante la primavera, Spiridónova seguía presidiendo la sección campesina del antiguo comité ejecutivo del Sóviet de campesinos. En la apertura del congreso del PSRI, que llevó a cabo, criticó con dureza al Gobierno, en especial por la restauración de la pena de muerte, aplicada pocos días antes al almirante Alekséi Shchastny a pesar de los esfuerzos del partido por lograr su perdón. Mantuvo en secreto, sin embargo, la decisión del comité central del 24 de junio de comenzar una campaña terrorista, y no la anunció al congreso.
Nuevamente por métodos fraudulentos, el partido de Lenin se aseguró una amplia mayoría en el V Congreso de los Sóviets, que se desarrolló con gran tensión: Trotski amenazó indirectamente al PSRI por su oposición a la paz con Alemania, mientras el propio Lenin animaba a los socialrevolucionarios a abandonar el congreso. Frustrado el objetivo del PSRI de alcanzar la mayoría en el congreso y utilizarlo para modificar las políticas gubernamentales —la formación había crecido en apoyos durante la primavera por el descontento popular con los bolcheviques—, el partido optó por tratar de hacerlo mediante el terrorismo, método con gran tradición entre los socialrevolucionarios, asesinando al embajador alemán. Spiridónova presidió la reunión del comité central del 24 de junio que aprobó los atentados contra los principales funcionarios alemanes con el fin de acabar con el Tratado de paz. Según los socialrevolucionarios de izquierda, los atentados debían poner fin a la paz entre Rusia y Alemania y favorecer el estallido de la revolución mundial; no era un intento de derrocar a los bolcheviques, sino de forzarlos a cambiar de política. Confirmado el fraude bolchevique en la elección de delegados al congreso en su apertura el 4 de julio, que impedía poner fin a las medidas que el PSRI rechazaba en el campo, Spiridónova y el resto de la dirección de la formación decidió aplicar las medidas aprobadas días antes en la reunión del comité central. En su intervención del 5 de julio, vituperó acerbamente al Gobierno y su política agraria que, afirmó, alejaría al campesinado del modelo soviético.
Spiridónova respaldó el asesinato del embajador alemán Mirbach durante el denominado «alzamiento socialrevolucionario», llevado a cabo con el propósito no de arrebatar el poder al partido de Lenin, sino de compeler al Gobierno a retomar los combates contra Alemania. Las esperanzas del PSRI de desencadenar un ataque alemán, recabar el apoyo de los comunistas de izquierda y de provocar el estallido de la revolución en Europa resultaron equivocadas. Lenin logró calmar a los alemanes, los comunistas de izquierda se mantuvieron fieles al partido y no se desató revolución alguna en Europa occidental. Por el contrario, el Gobierno utilizó el incidente para desbaratar el poder creciente del PSRI, presentando el atentado como un ataque al sistema soviético de gobierno.
Se hallaba en la sede de la Checa de Moscú con el comité central cuando Félix Dzerzhinski acudió a arrestar a los asesinos del embajador y fue a su vez detenido por los soldados partidarios del PSRI. Detenida el mismo día en que acudía al Teatro Bolshói a explicar la actuación del comité central del PSRI a los delegados del partido al V Congreso de los Sóviets y a presentar una carta pública justificando la acción al comité central bolchevique, fue confinada en el Kremlin de Moscú hasta finales de noviembre. Fue una de los únicos tres delegados del congreso soviético que pasaron más de tres días en prisión tras el arresto de la delegación el 6 de julio. Con un gesto muy propio, asumió toda la responsabilidad por el asesinato del embajador alemán. La sección campesina del CEC quedó disuelta. Juzgada en secreto a finales de noviembre, a pesar de su esperanza de poder utilizar un juicio público para defender sus acciones, fue condenada a un año de prisión, pero fue amnistiada al día siguiente (2 de noviembre) a petición de la presidencia del CEC. Nunca volvió a disfrutar, no obstante, de la libertad de la que había gozado entre marzo de 1917 y julio de 1918.

## Hostigamiento y arrestos
Durante unos meses tras su liberación a finales de noviembre de 1918, volvió a la agitación política, una de las escasas figuras del partido opuestas decididamente a cualquier cooperación con los comunistas. A diferencia de ella, la mayoría de los dirigentes más radicales del partido, entre los que se había contado durante la primavera, acabaron ingresando en el partido de Lenin. Vigilada por la Checa, los informes de esta atestiguan la veneración de su figura en los círculos del partido, convertida en símbolo de la opresión bolchevique. En sus numerosos discursos durante estos meses, atacó con vehemencia las medidas internas y externas gubernamentales, que tachó de traición a la revolución. Convencida de que los comunistas no podrían mantenerse en el poder por mucho tiempo, rechazó, sin embargo, el terrorismo de la corriente más izquierdista del partido y continuó defendiendo el sistema soviético de gobierno. En diciembre, los restos del partido aprobaron una resolución que se considera inspirada en su posición política: llamamiento a un alzamiento campesino que acabase con la dictadura bolchevique, eliminación del Sovnarkom —sustituido en sus labores de gobierno por un comité ejecutivo central soviético democrático—, abolición de la Checa y de los comités de campesinos pobres y fin de las requisiciones en el agro.
Las críticas de Spiridónova fueron mal recibidas por el Gobierno, enfrascado en la guerra civil; la Checa quedó encargada de vigilarla estrechamente y Dzerzhinski expresó sus sospechas de que pudiera estar involucrada en un plan para asesinar a Lenin. En febrero de 1919, criticó duramente al Ejército Rojo en un discurso en una gran fábrica metalúrgica moscovita: el nuevo ejército, en su opinión, estaba dominado por los antiguos oficiales zaristas y otros contrarrevolucionarios y servía para someter al pueblo a los comunistas, a diferencia del ideal socialista basado en milicias populares. Arrestada de nuevo ese mismo mes en Moscú, se la juzgó el día 24. Bujarin fue el único testigo del juicio, al que no se permitió asistir a la acusada; declarada loca y culpable de actividades contrarrevolucionarias por sus críticas al Gobierno, se la condenó a pasar un año en un sanatorio. En vez de esto, se la encerró en una estrecha celda improvisada en unos cuarteles del Kremlin, donde su salud se resintió gravemente. Desde la prisión escribió al IV Congreso del PSRI para admitir el gran error que había sido el asesinato del embajador alemán, del que el comité central no había previsto las consecuencias. Logró escapar el 2 de abril gracias a la ayuda de sus propios guardianes y del partido, preocupado por su delicada salud. Los meses entre su fuga y su nuevo arresto el 26 de octubre de 1920 fueron los últimos de relativa libertad. Vivió clandestinamente en Moscú con nombre falso, Pelaguéia Semiónovna Onúfrieva, haciéndose pasar por una campesina de provincias. A pesar de su mala salud, participó en numerosas reuniones del partido y se dedicó a la escritura. Cuando fue detenida se hallaba postrada en cama, enferma de tifus y con problemas mentales. Se la mantuvo en arresto domiciliario durante un mes y a continuación se la trasladó a una enfermería dependiente de la Checa y más tarde a una cárcel psiquiátrica, en junio de 1921. Se temía por su salud mental. En todo momento la acompañó su fiel amiga Aleksandra Izmailóvich, que ya la había atendido durante su exilio anterior a la revolución.
En julio de 1921, el Gobierno rechazó ponerla en libertad o deportarla por temor a su prestigio, a pesar de las peticiones de delegadas de un congreso femenino que se celebró en Moscú. Se la liberó finalmente el 18 de noviembre, con la condición de que abandonase toda actividad política, limitación que cumplió. El PSRI se encontraba ya prácticamente desbaratado en 1922 y desapareció como organización de masas en los dos años siguientes.
Acompañada de su estrecha amiga Izmailóvich, se la trasladó bajo vigilancia a una dacha en las afueras de Moscú. El 16 de mayo de 1923, se la detuvo nuevamente acusada falsamente de planear su fuga al extranjero y se la condenó a tres años de exilio interior. Pasó catorce años exiliada: en Kaluga entre 1923 y 1925, en Samarcanda entre 1925 y 1928 y en Taskent entre 1928 y 1930. En Samarcanda y Taskent, trabajó como economista. En esta última, volvió a sufrir ataques de tifus, que ya había tenido a comienzos de la década. A comienzos de 1930, marchó a Moscú a tratarse la enfermedad y más tarde se la trasladó a un sanatorio para tíficos en Crimea. En agosto de 1930, de vuelta en Moscú, se la detuvo una vez más. Se la acusó de mantener contactos con el extranjero y su condena de exilio interior se extendió tres años más, sentencia que se alargó más tarde en dos ocasiones. En enero de 1931, se la envió a Ufá, capital de la República Autónoma Socialista Soviética de Baskiria. Allí compartió domicilio con otros tres antiguos dirigentes socialrevolucionarios, entre ellos Iliá Maiórov, agrónomo que se había casado con ella a finales de la década anterior. Durante este periodo, trabajó como planificadora económica experta en un banco agrícola, actividad que consideraba su pequeña contribución al establecimiento del socialismo. Siempre estrechamente vigilada, sus relaciones se limitaron a un reducido círculo local de exiliados socialrevolucionarios. En 1935, su antiguo correligionario Isaac Steinberg, exiliado desde principios de la década anterior, publicó una biografía sobre ella, de carácter generalmente hagiográfico.
Conscientes de la intensificación de las purgas estalinistas, los exiliados socialrevolucionarios creían equivocadamente que solo afectaban a los comunistas. Por el contrario, Yezhov los acusó de dirigir desde Ufá una conspiración contrarrevolucionaria. El 8 de febrero de 1937, todos los inquilinos del piso que compartían fueron detenidos por sorpresa por agentes de la seguridad del Estado, la NKVD. Las autoridades los acusaron de tratar de unificar a todos los antiguos grupos de oposición y atentar contra la dirección de la república autónoma. Esta detención resultó la definitiva: no volvió a recobrar la libertad.
Encerrada en aislamiento durante seis meses en una cárcel local, un agente de la policía secreta conocido por su sadismo trató de que confesase. De los cuatro detenidos, solo su marido firmó una confesión. Tratando de salvar a sus compañeros mediante su sacrificio personal y la intercesión de las principales autoridades, Spiridónova solicitó y obtuvo el traslado a Moscú. Durante los siguientes tres meses en la capital, cambió siete veces de prisión. Torturada de nuevo y habiendo desesperado de poder entrevistarse con personajes importantes para explicar su caso, en noviembre se encontraba convencida de su inminente ejecución.

## Ejecución

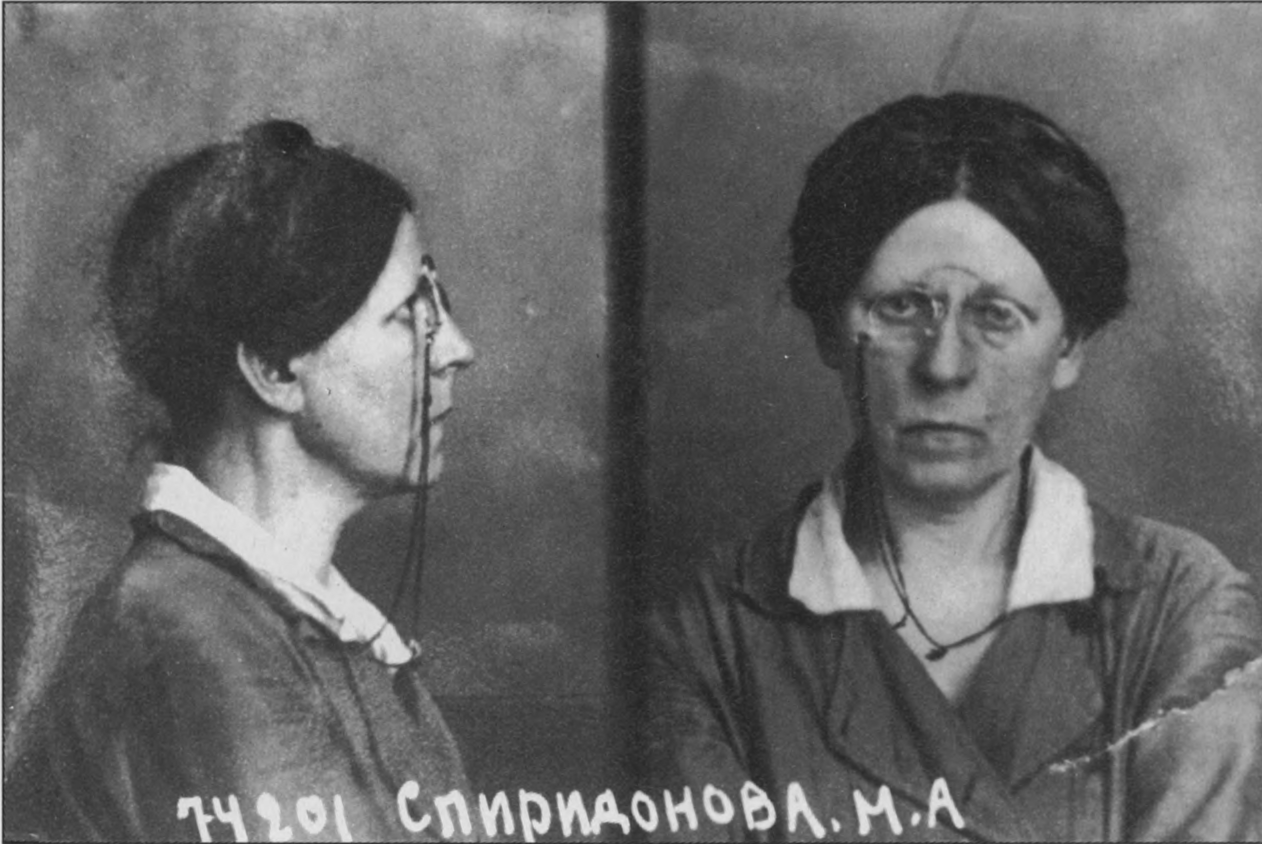
Foto de prontuario en prisión.

En noviembre dirigió un escrito al departamento de la GPU encargado de su caso en el que rechazaba los cargos que se le habían hecho. Acusada de planear un levantamiento campesino entre otros cargos, Spiridónova fue condenada a veinticinco años de prisión por el Colegio Militar de la Corte Suprema de la URSS el 7 de enero de 1938. En la corta sesión a puerta cerrada, volvió a rechazar todos los cargos. La sentencia incluía además la confiscación de sus bienes y la pérdida de derechos políticos durante cinco años a partir del fin de la condena de prisión. En un principio, se la encarceló en Yaroslavl y luego en Vladímir, pero más tarde se la trasladó a Oriol. Después de una huelga de hambre, fue mantenida en aislamiento en la prisión de Oriol. Para entonces ya estaba casi completamente sorda.
Junto con otros ciento cincuenta y seis prisioneros políticos (entre ellos Olga Kámeneva, Christian Rakovski, su esposo Iliá Maiórov y su antigua compañera de prisión Aleksandra Izmailóvich), Mariya Spiridónova fue ejecutada a las afueras de Oriol el 11 de septiembre de 1941, poco antes de la llegada de las tropas nazis durante la operación Barbarroja. El día 5, cuando las unidades alemanas se encontraban ya cerca de la ciudad, Lavrenti Beria había ordenado la redacción de una lista de prisioneros políticos a los que ajusticiar antes de su caída; la sugerencia recibió el respaldo de Stalin al día siguiente. Mientras se evacuaba a los presos comunes entre el fuego alemán, los presos políticos fueron reunidos en una celda, se les leyó la condena y se los trasladó al cercano bosque de Medvédev. Esta ejecución fue una de tantas de las masacres de prisioneros llevadas a cabo por el NKVD en 1941. Un grupo especial del NKVD los fusiló y se replantaron los árboles que se habían arrancado para disimular las fosas con los cadáveres. La ciudad cayó en manos de los alemanes poco después, el 3 de octubre.
En 1958, una antigua compañera de actividad revolucionaria solicitó infructuosamente su rehabilitación oficial. En 1990 se anularon los cargos por los que se habían fusilado a los presos de Oriol y se erigió un monumento en su memoria en el bosque donde habían sido ejecutados, a pesar de que para entonces el lugar de su entierro ya se desconocía. En 1992 se anularon los cargos por los que había sido desterrada en 1918 y se la rehabilitó por completo.